# Gövdeli, Doğanşehir
Gövdeli là một thị trấn thuộc huyện Doğanşehir, tỉnh Malatya, Thổ Nhĩ Kỳ. Dân số thời điểm năm 2011 là 2.272 người.